# Pseudoxyops perpulchra
Pseudoxyops perpulchra es una especie de mantis de la familia Mantidae.

## Distribución geográfica
Se encuentra en Brasil y en la Guayana francesa.